# Convento dell'Annunziata
L'ex convento dell'Annunziata è stato un luogo di culto cattolico situato nel comune di Sestri Levante, presso la Baia del Silenzio in via Portobello, nella città metropolitana di Genova.

## Storia
Il convento originario fu costruito nel 1469 dai padri domenicani, che già dal 1442 avevano posto la loro base nel complesso genovese di Santa Maria di Castello. La struttura è posizionata sull'estrema punta della penisola di Sestri Levante, affacciandosi per tre lati sul mare: due verso la Baia del Silenzio e uno verso il mare aperto del golfo del Tigullio.
Fino al 1497 fu governata da un vicario della sede genovese e solo successivamente divenne autonoma, e quindi dotata di un proprio noviziato. Durante il periodo napoleonico, nel 1797, i domenicani furono allontanati da Sestri Levante, convertendo così il convento ad altri scopi. Un documento del 1798 conservato nell'archivio comunale cita il convento e la chiesa, intitolata alla Santissima Annunziata, costruita su tre navate e con la presenza interna di tredici cappelle.
Nel 1867 il convento fu acquistato da una società privata di benefattori che lo trasformarono in colonia marina - la "Colonia Tagliaferro" - conservandone il ruolo fino al 1982. L'edificio venne comprato dal Comune di Sestri Levante nel 1995 che, dopo lavori di completo restauro e risanamento, riportò all'antico splendore gli originari elementi architettonici della chiesa e del convento.
Dal 1º al 9 agosto 2016 il convento è stata la sede del corso estivo di perfezionamento musicale "Master4Strings" tenuto dal Quartetto di Cremona, che per la prima volta si è svolto a Sestri Levante, dopo 2 edizioni a Bogliasco che hanno riscosso grande successo.

## Descrizione

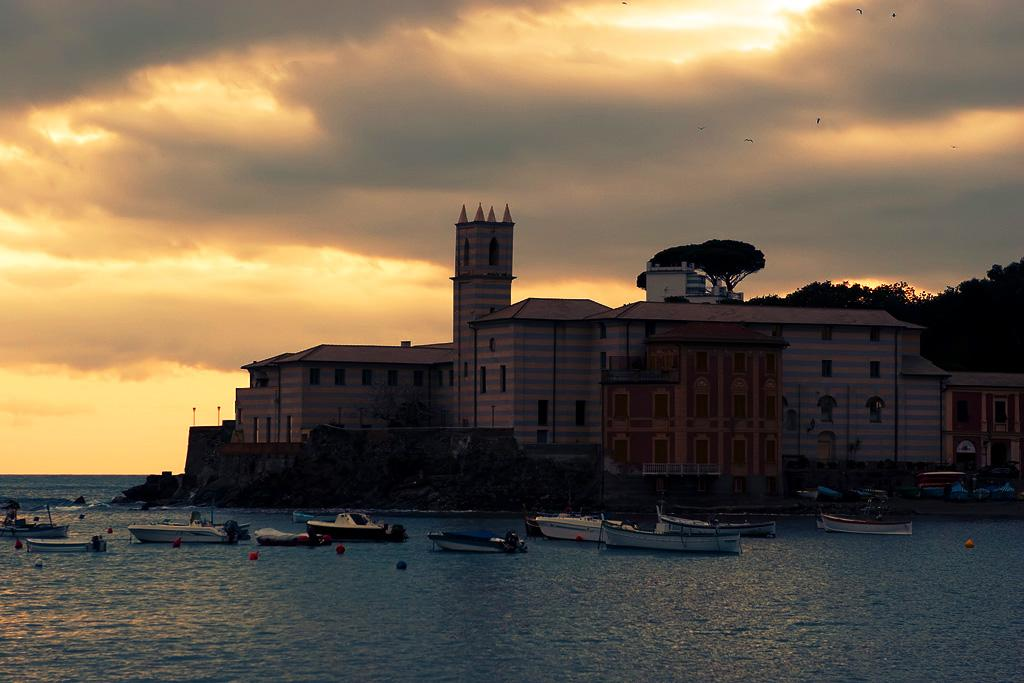
Il convento al tramonto

L'attuale edificio ha subito, a causa della destinazione che gli fu attribuita nel corso del XIX secolo, parecchi rimaneggiamenti rispetto all'originale costruzione del Quattrocento. Della chiesa restano solo alcuni elementi architettonici come la parte absidale o le volte a crociera sovrastante l'altare maggiore. La volta dell'altare sinistro conserva un affresco, raffigurante San Pietro da Verona, attribuito al pittore Domenico Fiasella o, secondo altre fonti, a Valerio Castello. Il complesso conventuale conserva ancora elementi architettonici del chiostro, stucchi e affreschi.
Il progetto di risanamento - affidato all'architetto Carlo Berio - ha teso al recupero dei caratteri originari dell'edificio, prevedendo una serie di spazi attrezzati per la didattica tradizionale e multimediale. È presente inoltre un'aula magna con una capienza di 400 posti, una biblioteca e sale attrezzate per conferenze, convegni, attività seminarile. Nella struttura è stata prevista anche una foresteria, comprendente quindici stanze e tre monolocali. L'ex abbazia presenta una superficie di oltre 3400 metri quadrati, di cui circa 1110 sono costituiti da terrazze e dal giardino.